# Лудвиг VI (Бавария)
Лудвиг VI Римлянина (на немски: Ludwig VI, Ludwig der Römer; * 7 май 1328, Рим; † между 11 ноември 1364 и 27 февруари 1365) от династията Вителсбахи, е херцог на Бавария (1347 – 1349), като Лудвиг VI херцог на Горна Бавария (1349 – 1351) и като Лудвиг II маркграф и първият курфюрст на Бранденбург (1351 – 1365).

## Произход
Той е най-възрастният син на император Лудвиг IV Баварски от втората съпруга на баща му Маргарета Холандска. Брат е на Ото V, Вилхелм I и Албрехт I. Полубрат е на Лудвиг V и Стефан II от първия брак на баща му с Беатрикс от Силезия-Глогау.

## Управление
От 1347 г. Лудвиг е херцог на Бавария, от 1349 – херцог на Горна Бавария и от 1351 – маркграф на Бранденбург. Управлява заедно с брат си Ото V.
Лудвиг Римлянина се отказва от наследството на майка си, нидерландските графства, за сметка на по-малките си братя Вилхелм I и Албрехт I, понеже се надява чрез женитбата си с дъщерята на крал Казимир III Велики от Полша, да получи полската корона. По-късно не успява да спечели наследствени искания от Албрехт I.
Две години след смъртта на Лудвиг Баварски († 1347 г.) вителсбахските земи са разделени в Ландсбергския договор през 1349 г. между неговите синове. Той получава с Ото V Херцогство Горна Бавария.
През декември 1351 г. Лудвиг V чрез Лукауски договор сменя Маркграфство Бранденбург и Маркграфство Лужица с Горна Бавария с полубратята си Лудвиг VI Римлянина и Ото V, за да управлява сам Горна Бавария.
През 1356 г. Лудвиг получава титлата курфюрст чрез Златната була на император Карл IV и става курфюрст на Маркграфство Бранденбург.
Със смъртта на 36-годишния Лудвиг Римлянина, брат му Ото V поема регентството в Бранденбург. Лудвиг е погребан в Сивия манастир в Берлин. В по-старата литература се казва, че е умрял на 17 май 1365 г.